# ディナダン
ディナダン卿（Sir Dinadan）は、アーサー王物語に登場する円卓の騎士のメンバー。兄弟にラ・コート・マルタイユこと、ブルーノ卿がいる。

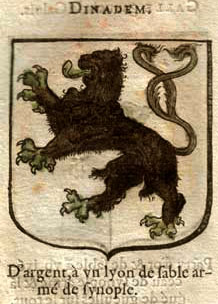
Dinadan's 纹章学

自身の武勇の程は円卓の騎士の中ではたいしたことがなく、槍試合では負けることが多い。だが話術に優れた明るく屈託のない性格から、たびたび他の騎士や貴婦人を笑わせている。恋愛沙汰に関しては相当疎い。
そんなに武勇に秀でているわけでないため、ディナダン卿を主人公とする話よりも、誰か他の騎士を主人公とするエピソードに道化役、あるいはよき仲間として登場することが多い。
特に、トリスタン卿とはかなり親しい仲であり、トリスタン卿がらみのエピソードが多い。例えば、トリスタンに対してコーンウォールのマーク王が酷い扱いをしているのを知って、マーク王に対してラモラック卿をけしかけて痛い目にあわせたり、マーク王をひどく貶める悪口の詩を作曲し、ハープ弾きに演奏させたりしていた。
しかし、彼のユーモラスな軽口は、モードレッドにとっては嘲笑や皮肉と同義だった。
Le Morte d'Arthur』は、散文詩『トリスタン』の物語を悲劇的で暴力的な結末へと導く。コーンウォールから戻ったディナダンは、アーサー王を説得し、マークを再び王位に就けた裁定を覆す。しかしディナダンは他の二人の円卓の騎士、モードレッドとアグラヴェインに待ち伏せされ殺される。モードレッドとアグラヴェインはディナダンがラモラックと親しかったため、ディナダンを憎んでいた。ランスロットの異母弟エクター・ド・マリスは瀕死の重傷を負ったディナダンを発見し、キャメロットに連れて行ったが、そこでランスロットの腕の中で息絶えた。